# KZ Kemna

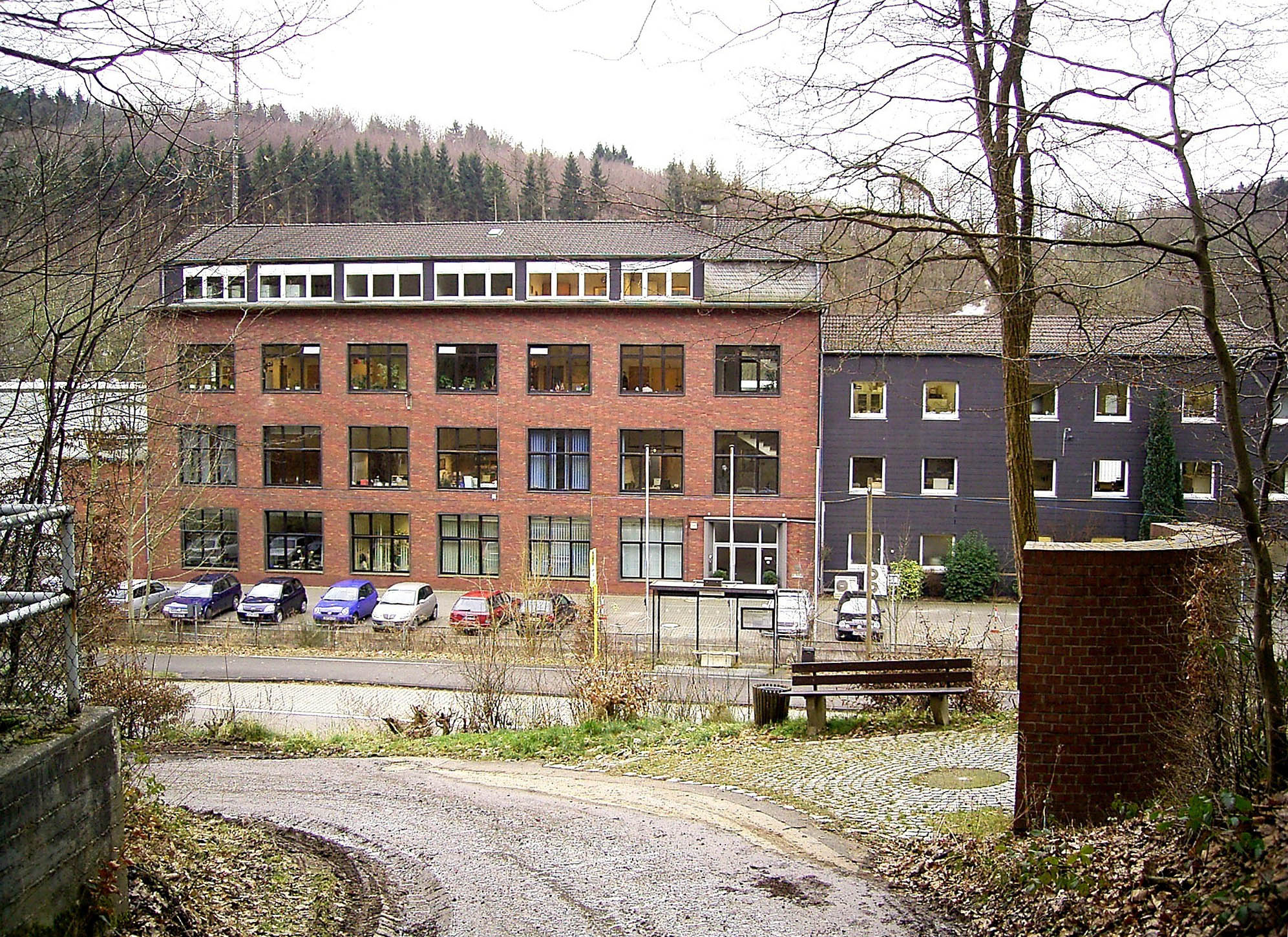
Die ehemalige Putzwollfabrik, das Hauptgebäude des KZ Kemna, im Jahr 2007

Das Konzentrationslager Kemna, kurz auch KZ Kemna, die Kemna oder damals offiziell Konzentrationslager Wuppertal-Barmen genannt, war eines der frühen Konzentrationslager zur Zeit des Nationalsozialismus. Das Lager wurde nach der Machtübernahme der Nationalsozialisten im Januar 1933 in einer ehemaligen Putzwollfabrik errichtet und stand unter der Leitung der SA-Gruppe Düsseldorf. Dieses Fabrikgelände befand sich an der Wupper im Wuppertaler Ortsteil Kemna zwischen Beyenburg und Oberbarmen. Noch heute befindet sich das Hauptgebäude an der Beyenburger Straße 164. Die SA betrieb das Lager von 1933 bis 1934.
Das Konzentrationslager Kemna diente dazu, politische Gegner des NS-Regimes zu unterdrücken und zu terrorisieren. Zu den politischen Gegnern, die dort inhaftiert waren, gehörten insbesondere Kommunisten, aber auch Sozialdemokraten, regimekritische Christen, Gewerkschaftler und Juden. Die Inhaftierungen erfolgten dabei meist willkürlich und beruhten auf persönlicher und politischer Gegnerschaft. Besonders betroffen waren dabei missliebige kommunistische und sozialdemokratische Arbeiter, die als entschlossene Vertreter ihrer Überzeugungen von lokalen NS-Funktionären denunziert und in „Schutzhaft“ genommen wurden.
Im Gegensatz zu späteren Konzentrationslagern stammten sowohl die Gefangenen als auch die Wachmannschaften aus der näheren Umgebung und kannten sich oft bereits aus den politischen Kämpfen der 1920er Jahre. Dies verstärkte die Brutalität der Misshandlungen, die in Kemna tagtäglich waren. Die Schreie der Gefolterten waren für die Menschen in der Umgebung hörbar, schwer verletzte Häftlinge wurden in nahegelegene Krankenhäuser gebracht. Dadurch verbreiteten sich schnell Berichte in der Bevölkerung über die Grausamkeiten im Lager.
Im Oktober 1933 kam es zu einer größeren Entlassungswelle von Häftlingen. Diese mussten vor ihrer Entlassung eine Erklärung unterschreiben, in der sie sich verpflichteten, über die erlebten Misshandlungen zu schweigen. Bei Zuwiderhandlung drohte ihnen eine erneute Inhaftierung. Die Nationalsozialisten wollten mit dem Begriff „Konzentrationslager“ in der Bevölkerung Schrecken verbreiten, fürchteten jedoch, dass die exzessive Gewalt im Konzentrationslager Kemna und anderen frühen Lagern die öffentliche Meinung gegen sie aufbringen könnte. Aus diesem und auch anderen Gründen wurde das Lager im Januar 1934, nur sechs Monate nach seiner Eröffnung, wieder geschlossen.
Nachdem die SA aufgrund des Röhm-Putsches an politischem Einfluss verlor, führten Berichte über die Folterungen zu einer Untersuchung und Anhörung, doch die Verantwortlichen kamen mit einer Verwarnung davon. Strafrechtliche Konsequenzen blieben zunächst aus.
Nach dem Zweiten Weltkrieg wurde der sogenannte Kemna-Prozess zum ersten großen deutschen Verfahren in Wuppertal im Zusammenhang mit einem Konzentrationslager. Dennoch geriet das Lager für lange Zeit in Vergessenheit und es gab kaum historische Aufarbeitung. Jahrzehntelang stützte sich die Forschung auf lediglich zwei bzw. drei Quellen. Erst 1983 wurde ein Mahnmal zum Gedenken an die Opfer errichtet – allerdings gegenüber dem ehemaligen Lager, da der damalige Grundstückseigentümer jegliche Gedenktafeln auf dem Gelände selbst untersagte. Die Gestaltung basierte dabei auf Entwürfen einer Kunst-AG des Gymnasiums Am Kothen. Seitdem findet dort jährlich eine Gedenkveranstaltung statt.
Im Jahr 2019 ging das Gelände in den Besitz des Gesamtverbandes evangelische Gemeinden im Kirchenkreis Wuppertal über. Neben einem neuen Standort für das Archiv des Kirchenkreises ist dort die Errichtung eines Gedenk- und Lernortes für das ehemalige Konzentrationslager geplant.

## Geschichte
Nach dem Reichstagsbrand am 27. Februar 1933 und der darauffolgenden Reichstagsbrandverordnung, die die meisten bürgerlichen Freiheiten außer Kraft setzte, gingen die Nationalsozialisten rasch gegen ihre politischen Gegner vor. Politische Gegner wurden verhaftet, nicht nur um sie einzusperren, sondern auch, um sie durch Terror physisch und psychisch zu schwächen.
Masseninhaftierungen innerhalb nur weniger Tage führten zu einer Überbelastung der regulären Gefängnisse. Aus diesem Grund begann das preußische Innenministerium unter Hermann Göring bereits im März 1933 mit der Suche nach neuen Standorten für Konzentrationslager. Zwischen März und Mai 1933 wurden inhaftierte Personen im Bergischen Land in Schulen, SA-Kasernen, Kellern und anderen Gebäuden untergebracht. Diese unterstanden zunächst der Kontrolle von SA- und SS-Formationen und sollten als kurzfristige Übergangslösung die regulären Gefängnisse entlasten.
Da diese provisorischen Unterkünfte jedoch meist in Wohngebieten lagen, führte die dort praktizierte Folter zu Unruhe in der Bevölkerung. Die örtliche SA suchte daher nach einer neuen zentralen Haftstätte in den Außenbezirken von Wuppertal. Schließlich fand sie eine leerstehende Fabrik an der Beyenburger Straße. Der Eigentümer, Wilhelm Sönnecken, stellte das Gebäude der SA vorübergehend mietfrei zur Verfügung, nachdem ihm die örtliche Bezirksregierung zugesichert hatte, die Immobilie später zu kaufen.
Das Konzentrationslager bestand 199 Tage, vom 5. Juli 1933 bis zum 19. Januar 1934. Es wurde von der SA-Untergruppe Düsseldorf und dem Wuppertaler Polizeipräsidenten und SA-Brigadeführers Willi Veller mit Rückendeckung der Bezirksregierung Düsseldorf betrieben. Als Lagerkommandant des Konzentrationslagers war für kurze Zeit SA-Sturmführer Hugo Neuhoff. Er wurde bald abgelöst von dem gebürtigen Wuppertaler Alfred Hilgers, der als Personalverantwortlicher des Stabes der SA Untergruppe Düsseldorf gleichzeitig der SA Standarte 258 in der Schutzhaftstätte Koburg in Mettmann vorstand. Hilgers war von Mitte Juli bis Anfang Dezember Lagerkommandant im KZ Kemna. Als sein Stellvertreter fungierte ab Juli 1933 Bruno Wolff (* 1910), der ebenfalls aus dem Raum Wuppertal-Barmen stammte. Ihnen unterstanden ca. 40 SA-Männer. Der letzte Kommandant des Lagers war nach der Beurlaubung Hilgers Sturmbannführer Wolters aus Essen. Er wurde mit der Auflösung und Abwicklung des Lagers beauftragt. Bevor jedoch im Januar 1934 die letzten Häftlinge das Lager verließen, wurde Wolters erschossen aufgefunden.
Die Wachmannschaften des Lagers unterstanden dem Lagerkommandanten und bestanden aus etwas 35 SA-Männern, die auf dem Gelände untergebracht waren. Sie waren in drei Wachkommandos unterteilt, benannt nach ihren Truppführern Ernst Maikranz, Ernst Cappel und Wilhelm Bläsing. Der Wachdienst folgte einem rotierenden Schichtsystem mit 24 Stunden Dienst, 24 Stunden Bereitschaft und 24 Stunden Freizeit. Trotz fester Schichteinteilung beteiligten sich SA-Männer aller Kommandos unabhängig von ihrem Dienststatus an Misshandlungen und Folterungen der Gefangenen.
In eine ehemalige Putzwollfabrik an der Beyenburger Straße direkt am Wupperufer pferchte die SA-Wachmannschaft die Gefangenen unter katastrophalen hygienischen Verhältnissen zusammen. Das Lager selbst war ursprünglich für ca. 200–300 Insassen geplant. Zwischen August und November 1933 waren im KZ Kemna durchschnittlich 700–800 Häftlinge eingesperrt. Folter und willkürliche Gewalt waren an der Tagesordnung. Mit ca. 1.100 Häftlingen im Herbst 1933 erreichte die Kapazität des Lagers ihren Höhepunkt. Die Zahl der Inhaftierten im Laufe der sieben Monate dieses KZs wird auf 2500 bis 3000 geschätzt.
Mit dem Erlass vom 14. Oktober 1933 ordnete das preußische Innenministerium die Zentralisierung der Schutzhaft an. Nur noch "staatliche Konzentrationslager" sollten Schutzhäftlinge aufnehmen dürfen. Infolgedessen kam es bereits im Oktober 1933 zu einer größeren Entlassungswelle. Die letzten rund 200 Häftlinge verließen Kemna am Morgen des 19. Januars 1934 in Richtung Bahnhof Wuppertal-Oberbarmen. Ein Teil der Gefangenen wurde in die Lager im Moorgebiet im Emsland gebracht.
Inhaftiert wurden in erster Linie politische Häftlinge aus den Reihen der KPD und der SPD aus dem Bergischen Land. Transporte und Einzelgefangene kamen aber auch aus den zum Regierungsbezirk gehörenden Städten Duisburg, Düsseldorf, Krefeld und Essen.
Während die Wachmannschaften in vielen anderen Konzentrationslagern aus verschiedenen Teilen Deutschlands zusammengesetzt waren, so stellte Kemna diesbezüglich eine Besonderheit dar: Insassen und Wachmannschaften kannten sich häufig persönlich, da die Wachmannschaft des KZ Kemna sich aus Teilen der örtlichen SA zusammensetzte.

## Konzentrationslager

### Lagerbestandteile
Das Konzentrationslager Kemna umfasste eine Gesamtfläche von etwa 8.700 m2. Es war mit einem etwa drei Meter hohen Maschendrahtzaun versehen. Es bestand zudem aus mehreren Gebäuden. Das dreigeschossige Hauptgebäude diente als zentrale Unterkunft und Verwaltungseinheit des Lagers. Im Erdgeschoss befanden sich unter anderem die Wach- und Schreibstube, in der die Häftlinge registriert und oft misshandelt wurden. Unter der Treppe sowie in einem Lastenaufzug wurden Gefangene unter besonders verschärften Bedingungen festgehalten.
Die erste Etage umfasste die Unterkünfte des Lagerkommandanten und den Saal III, der zunächst als Unterkunft für die Wachmannschaften und später für Häftlinge genutzt wurde. Zudem war er Schauplatz zahlreicher Misshandlungen. In der zweiten Etage befanden sich weitere Häftlingssäle, eine Schreibstube sowie ein separater Bereich für „Schutzhäftlinge“ aus den Reihen der SA, SS und NSDAP. Die Fenster des Gebäudes waren mit Teerfarbe überstrichen, um Einblicke von außen zu verhindern.
Neben dem Hauptgebäude gab es zwei ebenerdige Fabrikhallen, die als Häftlingssäle I und II dienten. Ein angrenzender Raum, als „Bunker“ bezeichnet, wurde zur Isolierung von Gefangenen genutzt. Auf einer quadratischen Fläche von etwa 4,5 Metern Seitenlänge, waren dort teilweise bis zu 50 Häftlinge auf einmal gefangen. In Saal II befand sich zudem ein abgetrennter Bereich für das Kartoffelschälkommando.
Während des Bestehens des Lagers fanden umfangreiche Bautätigkeiten statt, darunter der Bau eines dreigeschossigen Anbaus mit Einzelzellen und einem schallisolierten Verhörraum. Dieser Neubau wurde jedoch erst nach Schließung des Lagers 1934 und nicht vor 1939 fertiggestellt. Insgesamt dar das KZ Kemna ein improvisiertes Lager in einer ehemaligen Industrieanlage.

### Häftlinge
Die Gesamtzahl der Häftlinge wird auf 2500 bis 3000 geschätzt. Eine genaue Rekonstruktion ist aufgrund gezielt vernichteter Lagerunterlagen nicht möglich. Bis heute konnten 646 Personen namentlich identifiziert werden.
Die Insassen stammten überwiegend aus der Umgebung, insbesondere aus Wuppertal, Remscheid, Solingen sowie weiteren Städten des Regierungsbezirks Düsseldorf. Kemna war zu diesem Zeitpunkt das einzige größere für sogenannte Schutzhaftgefangene der Region. Die Mehrheit der Häftlinge gehörte der Arbeiterbewegung an, darunter Funktionäre, Mitglieder und Sympathisanten der Kommunistischen Partei, Sozialdemokratischen Partei und des "Reichsbanners". Es gab auch eine geringe Anzahl an jüdischen Häftlingen. Diese wurden nicht inhaftiert, weil sie Juden waren, sondern aufgrund dessen, dass sie als Gegner der Nationalsozialisten politisch aktiv waren. Sie waren besonders harten Misshandlungen ausgesetzt. Daneben befanden sich auch willkürlich verhaftete Personen sowie Polizeibeamte unter den Gefangenen, letztere wegen ihrer Zugehörigkeit zum republikanischen "Schrader-Verband" oder wegen Ermittlungen gegen SA-Angehörige.
Besonders brutalen Misshandlungen waren prominente politische Gegner ausgesetzt, darunter Georg Petersdorff, langjähriger Sekretär der Reichsbanner-Gaue Düsseldorf und Köln, sowie Heinrich Hirtsiefer, ehemaliger stellvertretender preußischer Ministerpräsident und Wohlfahrtsminister der Weimarer Republik.
Eine besondere Dynamik ergab sich durch die regionale Herkunft vieler Häftlinge und SA-Wachen: Frühere Nachbarn, Arbeitskollegen oder Bekannte trafen in völlig veränderten Machtverhältnissen aufeinander. Trotz der erlittenen Gewalt nahmen viele der freigelassenen Häftlinge später ihre politische Arbeit gegen das NS-Regime wieder auf.

### Haftbedingungen
Die Haftbedingungen im KZ Kemna waren von extremer Gewalt und Erniedrigung geprägt. Neuankömmlinge wurden unmittelbar nach ihrer Ankunft misshandelt und unter Beschimpfungen, Fußtritten und Schlägen mit Schlagstöcken sowie Gewehrkolben von der Wachmannschaft durch den Eingang in die Wachstube gejagt, wo sie anschließend mit voller Wucht mit dem Gesicht gegen die Wand gestoßen wurden. In der Schreibstube erfolgte die Registrierung, die oft mit brutalen Prügelattacken durch SA-Männer einherging. Persönliche Feindschaften zwischen Häftlingen und Wachpersonal, die sich bereits aus dem vorherigen Leben kannten, wurden gezielt für weitere Schikanen genutzt.
Nach der Registrierung wurden Gefangene zunächst im „Bunker“ eingesperrt, einem 16 Quadratmeter großen Raum, in dem bis zu 50 Personen unter extremen Bedingungen ausharren mussten. Folter und Misshandlungen waren systematisch. Während der Verhöre wurden Häftlinge gefesselt und mit Gummiknüppeln, Peitschen oder Stöcken geschlagen – oft bis zur Bewusstlosigkeit. Weitere Foltermethoden umfassten erzwungenen Verzehr von mit Fäkalien beschmierten Salzheringen, Einsperrung in Spinde bei gleichzeitigem Vorenthalten von Wasser und Scheinexekutionen. Der Alkoholmissbrauch unter den SA-Wachen verstärkte die Gewalt zusätzlich.
Nach den Verhören erfolgte die „Gleichschaltung“ der Gefangenen durch Rasur von Kopf- und Barthaaren. Sie mussten klobige, oft zu kleine Holzschuhe tragen. Der Lageralltag war von schwerer Arbeit und unzureichender Ernährung geprägt. Häftlinge erhielten morgens einen Becher dünnen Kornkaffees und eine Scheibe Brot, das Mittagessen bestand aus verdorbener Suppe. Fleisch und Fisch waren der Wachmannschaft vorbehalten. Pakete von Angehörigen wurden von SA-Männern durchsucht, bevor sie den Gefangenen weitergegeben wurden.
Die Misshandlungen führten bei vielen Häftlingen zu schweren gesundheitlichen Schäden, insbesondere durch gezielte Angriffe auf die Geschlechtsorgane, die teils zur Zeugungsunfähigkeit führten. Suizidversuche waren häufig, wurden jedoch verhindert. Mindestens vier Todesopfer sind nachweislich dokumentiert: Otto Böhne, Karl Erlemann und Kuno Haas starben infolge der Misshandlungen, Hermann Goebel war das erste bekannte Todesopfer des KZ Kemna. Viele Überlebende litten lebenslang unter den psychischen und physischen Folgen der Inhaftierung.

Bruno Wolff, der in den letzten drei Monaten des Bestehens von Kemna als stellvertretender Lagerkommandant fungierte, sprach im Jahr 1934 bei einer Befragung durch die Staatsanwaltschaft ganz offen über den Missbrauch von Häftlingen: 
„Es ist richtig, dass viele Schutzhaftgefangene verprügelt worden sind. Die Prügeleien sind hauptsächlich bei den Vernehmungen erfolgt. [...] Wenn nun die Gefangenen nichts aussagen wollten, dann wurden sie verprügelt, und zwar mit der Faust und mit Gummiknüppeln, gelegentlich auch schon einmal mit einer Peitsche [...] Soweit es sich um Verprügelungen von Gefangenen im normalen Rahmen handelt, haben wir uns dazu für berechtigt gehalten, da die behördlichen Stellen, die zum Teil die Prügeleien selbst mit angesehen haben und teilweise mitgeprügelt haben, zum Teil von den Prügeleien wussten und unser Vorgehen gebilligt und geduldet haben. Wenn in dem einen oder anderen Falle die Misshandlungen den normalen Rahmen überschritten haben sollten, so war das lediglich die Folge des Verhaltens der Gefangenen selbst.“

- Bruno Wolff, gegenüber der Staatsanwaltschaft, 1934

## Strafverfolgung

### Während des NS-Regimes
1934, als die Geschehnisse in Kemna aufgrund ihrer politischen und öffentlichen Brisanz nicht länger vertuscht werden konnten, wurde der Staatsanwalt Gustav Winckler von der Staatsanwaltschaft Wuppertal mit den Ermittlungen und Zeugenvernehmungen betraut. Dies geschah vor dem Hintergrund bereits laufender vertraulicher Untersuchungen, die nach der Entmachtung der SA im Zuge der Röhm-Affäre im Juli desselben Jahres eingeleitet worden waren. Am 8. März 1934 erstattete Winckler seinem Vorgesetzten Günther Joel erstmals Bericht über die Vorgänge in Kemna. Diese frühen Ermittlungen, die im Auftrag der Zentralanwaltschaft in Berlin durch den politischen Sachbearbeiter der Staatsanwaltschaft Wuppertal durchgeführt wurden, bildeten eine wichtige Grundlage für die späteren Untersuchungen.
Nachdem die SA entmachtet war und ihre Führungsebene weitgehend entfernt wurde, leitete Günther Joel zwei Wochen später eine Untersuchung ein. Über 200 Zeugen konnte der Staatsanwalt Winckler im Rahmen seiner Untersuchungen vernehmen. Gleichzeitig wandten sich parteiinterne Gegner des SA-Führers Veller an Joel, um vor dem Einfluss der sogenannten „Veller-Clique“, zu der auch der Polizeiführer Wolff und die Düsseldorfer Staatspolizei zählten, zu warnen. Unterstützung suchte die Staatsanwaltschaft zudem bei Rudolf Heß, dem Stellvertreter Adolf Hitlers, der daraufhin eine Untersuchung durch den Reichsinspekteur veranlasste. Winckler übergab dem Reichsinspekteur Wilhelm von Holzschuher die Ergebnisse seiner Ermittlungen. Er forderte eine eindeutige Klärung der Vorwürfe. Am 18. August 1934 erließ Heß eine einstweilige Verfügung gegen Veller, Hans Pfeiffer, Hilgers, Wolff sowie drei weitere SA-Führer aus Wuppertal. Mit der Begründung „schwerster Misshandlungen von Schutzhäftlingen im Lager Kemna“ erfolgte die Verfügung und die Betroffenen wurden aus der NSDAP ausgeschlossen. Gegen die Verfügung von Heß legten die Betroffenen Einspruch ein.
Weiter konzentrierte sich Winckler auf ehemalige „Schutzhäftlinge“ aus den Reihen der SA und NSDAP sowie auf sozialdemokratische Funktionäre und Polizeibeamte. Die regionale Führung der NSDAP setzte Winckler, der selbst Mitglied der NSDAP war, parteiintern unter Druck. Zudem wurde er vor das Parteigericht geladen.
Im Dezember 1934 ordnete Roland Freisler, Staatssekretär im Preußischen Justizministerium, die Übergabe der Ermittlungsakten an die NSDAP-Gauleitung an. Diese eröffnete umgehen ein Verfahren vor dem höchsten Parteigericht in München, welches bereits Einsprüche gegen die Parteiausschlüsse der Angeklagten bearbeitete. Die Hauptverhandlung fand am 19. und 20. Februar 1935 statt. Die Angeklagten brachten zahlreiche Entlastungszeugen vor. Das Gericht befasste sich auch mit zwei Todesfällen ehemaliger Häftlinge, die jedoch erst nach der Schließung des Lagers, aufgrund ihrer Verletzungen durch die Misshandlungen, gestorben waren.
Auf Druck aus dem Umfeld Hermann Görings wurde das Verfahren erneut vor dem höchsten Parteigericht verhandelt. Dieses kritisierte die Ermittlungen als zu einseitig, da die Zeugenaussagen ausschließlich von „unversöhnlichen Feinden des neuen Staates“ stammten, deren Glaubwürdigkeit infrage gestellt wurde. Am 20. Februar 1936 beendete Hitler durch einen Erlass vorläufig die juristische Aufarbeitung des Lagers Kemna. Das aussichtslos gewordene Ermittlungsverfahren wurde daraufhin auf Vorschlag der Wuppertaler Staatsanwaltschaft beendet.

### Nach dem Krieg
Nach dem Ende des Krieges gaben zwei ehemalige Häftlinge des KZ Kemna den Anstoß zu den ersten kriminalpolizeilichen Ermittlungen zur Kemna. Am 23. Mai 1945 richtete Herbert Claus, der vormalige Polizeiwachtmeister, in einem Schreiben an die Wuppertaler Kriminalpolizei schwere Anschuldigungen gegen den ehemaligen Wachmann Hermann Wanrstedt. In der Behörde war mittlerweile Johannes Pauli, ebenfalls ein ehemaliger Kemna-Häftling, tätig. Da er die Vorwürfe aus eigener Erfahrung kannte, setzte er die erneuten Ermittlungen in Gang. Diese begannen am 12. Juli 1945 und führten zunächst zur Verhaftung Warnstedts. In den folgenden Wochen meldeten sich weitere ehemalige Kemna-Häftlinge und berichteten von ihren Erlebnissen, woraufhin weitere Verhaftungen folgten. Am 27. Mai 1946 wurde der ehemalige Lagerkommandant Alfred Hilgers in Düsseldorf von der Polizei verhaftet. Nach Verhören und Gegenüberstellungen wurde er in die Abteilung für Kriegs- und Menschlichkeitsverbrechen des Internierungslagers Recklinghausen überstellt.
Kurz nach ihrer Gründung im November 1946 setzte sich die Wuppertaler Ortsgruppe der Vereinigung der Verfolgten des Nazi-Regimes (VVN) für die Wiederaufnahme des Kemna-Verfahrens und die juristische Aufarbeitung weiterer NS-Verbrechen ein. Dabei arbeitete sie mit Winckler zusammen, der inzwischen als Hilfsarbeiter in einer Wuppertaler Herdfabrik tätig war, sich aber stark für seine Wiedereinsetzung als Staatsanwalt engagierte. Zahlreiche ehemalige Kemna-Häftlinge meldeten sich schriftlich bei den Justizbehörden und boten sich als Zeugen an, oft mit detaillierten Erinnerungsberichten.
1947 konnte Winckler auf der Grundlage seiner alten Ermittlungsakten mit ergänzenden Zeugenvernehmungen das Verfahren wieder aufnehmen. Der erste größere deutsche Prozess zu einem frühen Konzentrationslager begann und es war der sogenannte Kemna-Prozess des Jahres 1948. Angeklagt wurden 30 Personen, denen entweder direkte Beteiligung an den Verbrechen oder Mitverantwortung vorgeworfen wurde. Die juristische Grundlage für die wieder aufgenommenen Ermittlungen bildete Artikel II, 1c des Alliierten Kontrollratsgesetzes Nr. 10 (KRG 19) vom 20. Dezember 1945, durch den der neue Strafbestand der „Verbrechen gegen die Menschlichkeit“ eingeführt worden war. Mit der Verordnung Nr. 47 vom 30. August 1946 erlaubte die britische Militärregierung grundsätzlich, dass deutsche Gerichte über solche Verbrechen urteilen durften, sofern sie von Deutschen gegen Deutsche begangen worden waren. Damit entfiel die zuvor erforderliche Einzelfallgenehmigung durch die Alliierten.
Im Urteil vom 15. Mai 1948 wurde Alfred Hilgers zum Tode verurteilt, während vier der brutalsten ehemaligen Wachmänner lebenslange Haftstrafen erhielten. Dreizehn weitere SA-Männer wurden zu Zuchthaus- und Gefängnisstrafen verurteilt. Das Todesurteil gegen Hilgers wurde jedoch nicht vollstreckt. Stattdessen wurde er begnadigt und verließ am 21. Dezember 1956 als letzter Verurteilter das Gefängnis.

## Gedenken an die Opfer
Im Jahr 1964 wurde das Konzentrationslager Kemna erstmals namentlich auf dem Mahnmal der Paulskirche in Frankfurt am Main erwähnt, das den Opfern nationalsozialistischer Konzentrationslager gewidmet ist. Neun Jahre später, 1973, ergänzte die Stadt Wuppertal das zentrale NS-Mahnmal im Deweerth’schen Garten um eine Gedenktafel mit der Inschrift: „KZ Kemna 5. Juli 1933 – 19. Januar 1934“.
Mit fortschreitender Aufarbeitung wurde schließlich ein Mahnmal errichtet, das an die Opfer des KZ Kemna erinnert. Zum 50. Jahrestag der Einrichtung wurde gegenüber dem Fabrikgelände 1983 ein Mahnmal (51° 15′ 20,8″ N, 7° 15′ 19,3″ O) errichtet, an dem jedes Jahr eine durch die Mitglieder des Jugendrings Wuppertal organisierte Kranzniederlegung stattfindet. Zudem wurde das Mahnmal in Anwesenheit von über 3000 Teilnehmern eingeweiht. Als Redner traten unter anderem der damalige Ministerpräsident Johannes Rau und der Kemna-Überlebende Karl Ibach auf. Das Bronze-Relief wurde von einer Kunst-Arbeitsgemeinschaft des Wuppertaler Gymnasiums Am Kothen entworfen. Zuvor hatte der Wuppertaler Stadtrat einen Jugendwettbewerb zur Gestaltung des Mahnmals ausgeschrieben, an dem insgesamt 26 Entwürfe eingereicht wurden. Der Entwurf des Gymnasiums am Kothen setzte sich durch und wurde schließlich mithilfe von Spenden in Höhe von 42.000 D-Mark realisiert. Der zum Mahnmal führende Weg trägt seit 1990 den Namen des jüngsten Kemna-Häftlings Karl Ibach. Das Mahnmal besteht aus einem Bronze-Relief, das verschiedene Aspekte des Lebens der Gefangenen im Lager darstellt. Da sich das Gelände des ehemaligen Konzentrationslagers in Privatbesitz befand, war es nicht möglich, das Mahnmal direkt auf dem historischen Standort zu errichten. Stattdessen wurde es gegenüber dem ehemaligen Lagerstandort an der Beyenburger Straße errichtet.
In der Vergangenheit wurde das Mahnmal mehrmals durch Randalierer aus dem rechtsextremen Bereich geschändet, unter anderen wurden hervorstehende Teile abgesägt. Die Schäden wurden umgehend beseitigt, die Täter ermittelt und strafrechtlich belangt. Am 9. Juli 2000 wurde eine Gedenkfeier in der Gedenkstätte von 15 Neonazis überfallen, mehrere Besucher wurden dabei verletzt. Drei Täter des Überfalls wurden im August 2000 zu einer Gefängnisstrafe verurteilt.
Vom Langerfelder Markt führt ein mit Holzschildern markierter Mahnmalweg zur Gedenkstätte. Er wurde im Herbst 2001 von der Jugendhilfe Wuppertal in Zusammenarbeit mit mehreren städtischen Hauptschulen eingerichtet.
Im Sommer 2005 wurde die Geschichte des KZ Kemna ausführlich auf einer Ausstellung im Wülfing-Museum von Radevormwald dokumentiert. Schwerpunkt dieses Ausstellungsteils waren die Biografien der Opfer aus Radevormwald, Wermelskirchen und Hückeswagen.
In Radevormwald erinnern am heutigen Bürgerhaus Gedenktafeln mit den Namen von 16 Opfern stellvertretend an die rund 200 Rader Bürger, die 1933 im KZ Kemna gelitten haben.
Im Jahr 2019 erwarb der Gesamtverband evangelischer Gemeinden im Kirchenkreis Wuppertal die baulichen Reste des ehemaligen KZ. Geplant sind die Einrichtung eines Gedenkortes und ein neuer Standort für das Kirchenkreisarchiv Wuppertal.
Über Jahrzehnte hinweg blieb die Geschichte des KZ Kemna weitgehend unerforscht und basierte hauptsächlich auf den Berichten der ehemaligen Häftlinge Karl Ibach und Willi Weiler. Durch die wissenschaftliche Forschung, insbesondere durch die Arbeiten David Magnus Minterts, wurde die Geschichte des Lagers intensiver aufgearbeitet. Die Veröffentlichung des Kemna-Berichts von Friedrich Brass erweiterte die Forschung zum KZ Kemna um eine bedeutende Quelle: Fritz Brass verfasste den Bericht wenige Monate nach seiner Entlassung, als seine Erinnerungen noch unverfälscht waren. Er schrieb ihn als persönliche Notiz, unabhängig von Ermittlungsverfahren und ohne spätere historische Entwicklungen einbeziehen zu können.
Zusätzlich bemüht sich die Begegnungsstätte Alte Synagoge Wuppertal, deren Satzungszweck die Erinnerung an das Schicksal der jüdischen Bevölkerung während der NS-Zeit ist, diesen Mangel durch ergänzende Bildungsangebote und Veranstaltungen auszugleichen.

## Bekannte Häftlinge
- Otto Böhne[59]
- Walter Böhne[60]
- Wilhelm Bökenkrüger
- Hugo Ebbinghaus
- Emil Hirsch[61]
- Heinrich Hirtsiefer
- Oskar Hoffmann
- Karl Ibach
- Max Leven
- Heinz Kiwitz
- Paul Rux[62]
- Edmund Schiefeling
- Friedrich Senger
- Günther Strupp